# Arsenico nativo
L'arsenico nativo è un minerale composto da arsenico appartenente al gruppo dell'arsenico. Il minerale è conosciuto fin dall'antichità ed il nome viene dal greco αρσενικόν. L'arsenico nativo è dimorfo dell'arsenolamprite che cristallizza nel sistema ortorombico.
L'arsenico nativo si altera facilmente trasformandosi in claudetite o nel precursore di altri arsenati secondari come la kaňkite.

## Morfologia
L'arsenico nativo si presenta molto raramente in forma cristallina con abito pseudocubico, comunemente si trova in masse microcristalline, spesso mammellonari a strati concentrici, nere con incrostazioni biancastre. Si trova anche in lamine, noduli o con aspetto reniforme (come l'ematite).
Il colore è grigio piombo sulle fratture fresche ma annerisce quando è esposto all'aria poiché si ossida formando una miscela di arsenico ed arsenolite.

## Origine e giacitura
L'arsenico ha origine idrotermale in vene nello scisto o in rocce cristallizzate nei giacimenti metalliferi. I rari cristalli provenienti dalla miniera di Akadani in Giappone si sono formati nella riolite che li racchiudeva e che si è disgregata. L'arsenico nativo si trova con minerali d'argento.